# Burni Pepangiran
Burni Pepangiran är ett berg i Indonesien.   Det ligger i provinsen Aceh, i den västra delen av landet, 1 600 km nordväst om huvudstaden Jakarta. Toppen på Burni Pepangiran är 1 757 meter över havet.
Terrängen runt Burni Pepangiran är bergig västerut, men österut är den kuperad.Runt Burni Pepangiran är det mycket glesbefolkat, med 4 invånare per kvadratkilometer. Det finns inga samhällen i närheten. I omgivningarna runt Burni Pepangiran växer i huvudsak städsegrön lövskog.